# Voyageurs-Nationalpark
Der Voyageurs-Nationalpark ist ein Nationalpark in den USA. Der Park liegt im Norden von Minnesota an der Grenze zu Kanada. Sein Name erinnert an die französisch-kanadischen Pelzhändler, die als erste Europäer in die Region vorgedrungen waren. 
Der Park wurde 1975 gegründet und ist mit seinen zahlreichen Seen und Buchten ein Paradies für Ausflüge mit dem Kajak oder Kanu. Die Kabetogama-Halbinsel eignet sich zum Wandern. Im Winter sind Skilanglauf und Fahrten mit Schneemobilen beliebt. Einer der zahlreichen Seen ist der Rainy Lake, der nur teilweise im Nationalpark und zum anderen Teil in Kanada liegt.
Unter anderem leben im Voyageurs-Nationalpark der vom Aussterben bedrohte Wolf und der Weißkopfseeadler.